# Gerhard Mos
Gerhardus Mos (gedoopt Nijmegen, 30 september 1792 – Heumen op 4 januari 1865) was  van 1814 tot 1852 burgemeester van de Nederlandse gemeente Heumen.

## Leven en werk
Mos werd in 1792 in Nijmegen gedoopt als zoon van Johannes Gijsbert Mos en Anna Sophia van Burck. Hij trouwde in 1818 met Maria Carolina Johanna baronesse de Beijer. Na haar overlijden in 1823 hertrouwde hij in 1828 in Heumen met zijn nicht Helena Jacoba Catharina Mos (1800-1829), dochter van de rijksontvanger Gerhardus Mos. Zijn zoon uit zijn eerste huwelijk Carel Johannes Leonardus Mos (1820-1891) was van 1852 tot 1891 burgemeester van Hattem.